# Villadia squamulosa
Villadia squamulosa là một loài thực vật có hoa trong họ Crassulaceae. Loài này được Kunth miêu tả khoa học đầu tiên.